# インタリオ

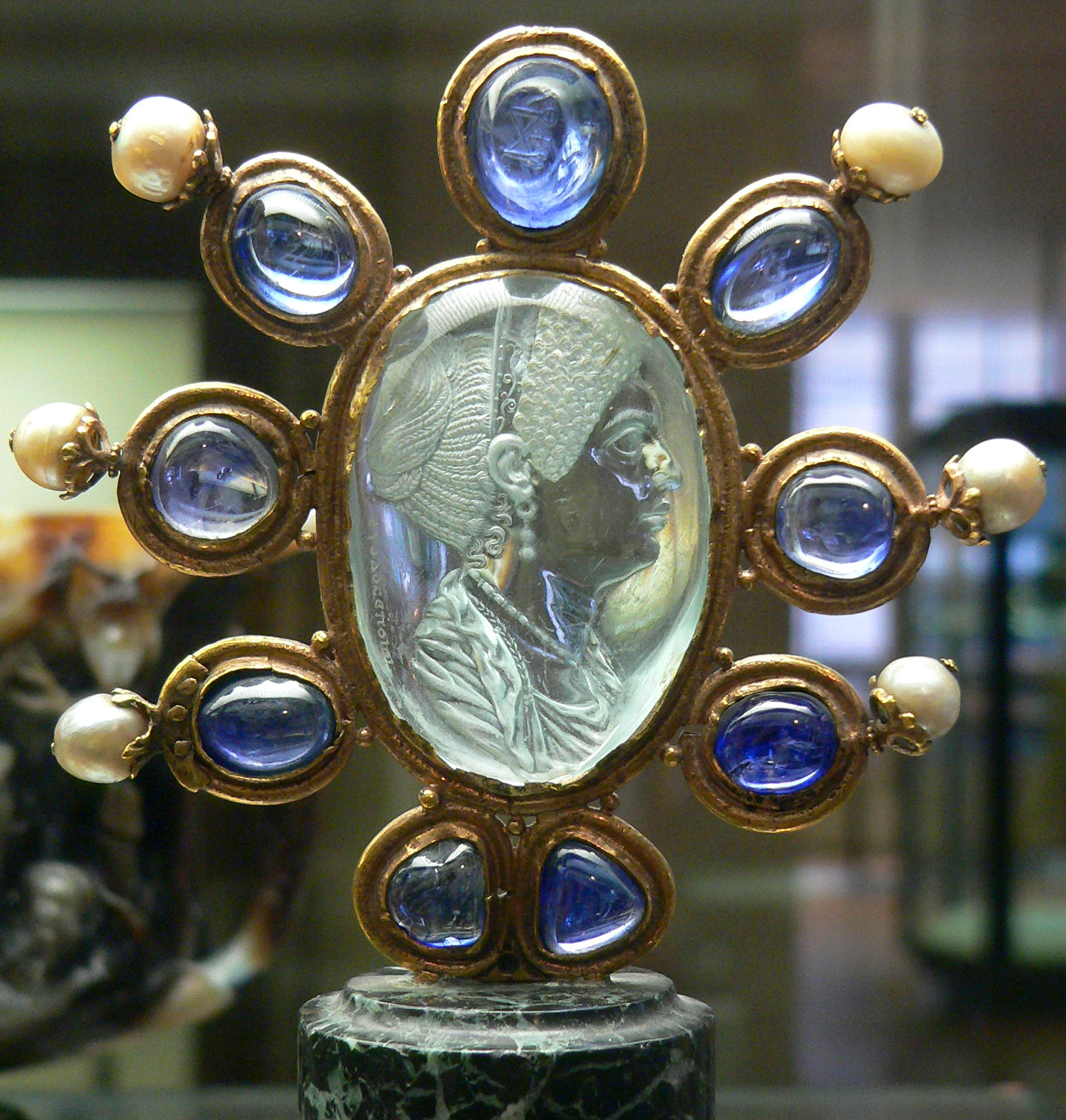
人の顔をかたどったインタリオの例

インタリオ（イタリア語: Intaglio）は、沈み彫りの技法、またはその技法が施された美術・工芸作品。動物や人の顔などをかたどった装飾品のほか、手紙等の封蝋に押しつけ、反転した形状を転写するための実用品などもある。インタリオに対して、浮き彫りを施した作品はカメオと呼ばれることもある。